# Félix Yuste
Félix Yuste Peinado (Alcalá de Henares, 29 de julio de 1866 - Alcalá de Henares, 24 de junio de 1950) pintor costumbrista español.

## Biografía

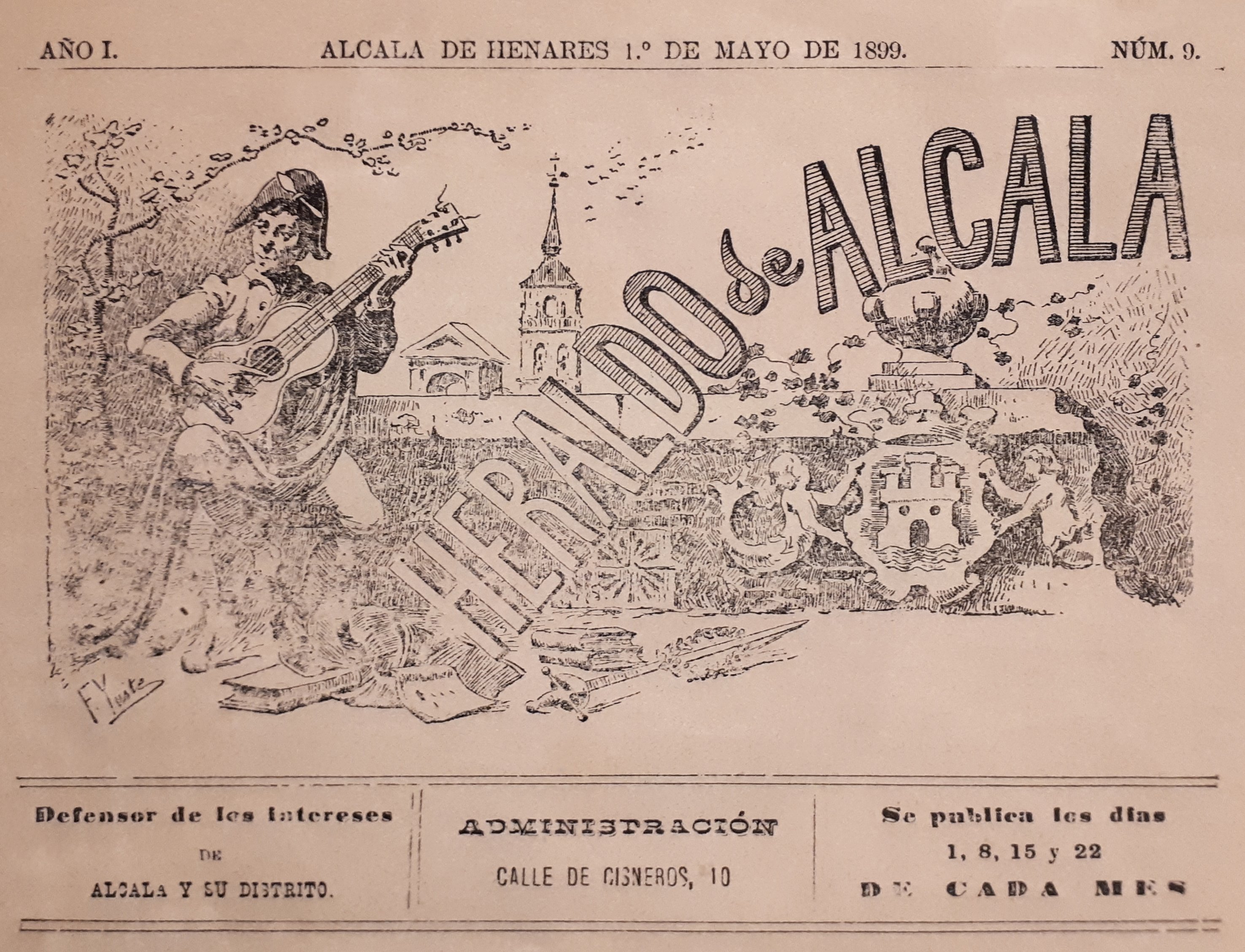
Cabecera de El Heraldo de Alcalá (1899).

Félix Yuste estudió en la Real Academia de Bellas Artes de San Fernando de Madrid entre 1884 y 1889, donde fue discípulo de Manuel Domínguez. Su estilo fue principalmente narrativo, y ejecutó escenas de temática local con armónico manejo del color.
En 1890 se presentó por primera vez a la Exposición Nacional de Bellas Artes, con el óleo "Lavanderas de mi tierra", de estilo costumbrista. Al año siguiente, concurrió con una "Marina" a la Primera Exposición General de Bellas Artes de Barcelona. En 1892 volvió con dos lienzos ("Macero del Ayuntamiento de Alcalá de Henares" y "La procesión de las Santas Formas") a la Exposición Nacional de Bellas Artes, celebrada en Madrid. También lo hizo en 1895 con otras dos obras: "Estudio al aire libre", y "La vuelta al hogar" por la que se le concedió una mención honorífica. A este certamen nacional se presentó por última vez en 1899, con el lienzo "Entrada a la Santa Iglesia Magistral de San Justo y Pastor de Alcalá de Henares".
En 1901 decoró con diez pinturas alegóricas el salón noble del Círculo de Contribuyentes de su ciudad natal, siendo presidente de la institución Félix Huerta y Huerta. En 1903, el Ayuntamiento le encarga un retrato de Alfonso XIII, para celebrar su coronación y exponerlo en el salón de plenos de la casa consistorial. En 1905, para la conmemoración del III Centenario del Quijote, diseñó una serie de decorados para engalanar varios espacios urbanos complutenses. En 1911 adornó la techumbre del Corral de Comedias de Alcalá con un gran lienzo rodeado con una guirnalda, que fue fatalmente destruido en 1990. Ese mismo año se casó con Amalia Fernández en la Iglesia Magistral de Alcalá de Henares; con la que tuvo un hijo en 1917, Nicolás, que falleció en el verano de 1936 durante la guerra civil española.
A partir de la segunda década del pasado siglo, se incrementa su implicación social. Ejerce de periodista para el diario católico madrileño "El Universo", como corresponsal en Alcalá. Imparte clases de pintura y dibujo en la Escuela de Artes e Industrias, dentro del proyecto del Centro Católico de Acción Social Popular. Ilustra diversas publicaciones, y diseña la cabecera del semanario el "Heraldo de Alcalá". Fue nombrado concejal de Alcalá de Henares entre 1924 y 1930, durante la dictadura de Primo de Rivera.
En la tercera década del siglo XX, siguiendo las indicaciones del arquitecto Luis María Cabello Lapiedra durante las reformas de la Catedral-Magistral, realizó diversos trabajos de reposición de piezas y tallas, restauración de cuadros, y de decoración de los altares. También pintó el retablo del altar mayor de la iglesia del Convento de Dominicas de Santa Catalina de Siena. Dejó de pintar en 1947, falleciendo en su domicilio de la calle San Felipe de Alcalá de Henares el 24 de junio de 1950.

## Obra
Entre sus obras destacan las de temática local:
- "La procesión de las Santas Formas" (1892) es su cuadro más famoso. Lo cedió en 1893 al Ayuntamiento Complutense, siendo alcalde el pintor Manuel Laredo.
- “Apoteosis de Alcalá” (1901) para el Círculo de Contribuyentes.
- "Las Santas Formas de Alcalá de Henares"